# Castell de Merlès
El castell de Merlès és un castell termenat de Santa Maria de Merlès (Berguedà) declarat bé cultural d'interès nacional.

## Descripció
És a dalt d'un penyal a la riba esquerra de la riera de Merlès, sobre la parròquia de Santa Maria de Merlès. Resta només un gros pany de paret, dalt d'un penyal. El mur té uns 6,80 m de llarg, 5 m d'alçada en el punt més alt i un gruix de 70 cm. La paret és de filades força regulars, de carreus no gaire grossos i assentada damunt la roca. Aquests carreus es disposen en filades horitzontals ben escantonats en dues filades, una externa i una altra interna. Els trencajunts són lligats amb un morter de color grisenc molt compacte, compost de sorra molt fina barrejada amb calç i grava. Al centre del mur s'obre un finestral espitllerat.
Al cim del bancal on es drecen les ruïnes del castell, hi ha diversos vestigis (forats rodons, encaixos, etc.)que podrien correspondre a infraestructures per a sostenir construccions de fusta.

## Història
El castell és documentat l'any 893 en l'acta de consagració de l'església de Santa Maria de Merlès on es llegeix «com les aigües vessen a la vall amb el castell de Merlès tal com en temps antic fou construït amb totes les viles i vilars que hi ha dins del seu terme». Aquesta notícia permet afirmar que el castell és anterior a la repoblació del comte Guifré si bé no es pot dilucidar si es va construir en el marc de la repoblació del comte Borrell de Cerdanya (798) obé si es tracta d'un castell del baix imperi romà o d'època hispano-visigòtica.
El seu terme comprenia els dos vessants de la vall de l'actual riera de Merlès i inicialment estava adscrit al territori berguedà i, més tard, al comtat de Berga. A mitjans del segle x, abans de 955, el terme es dividí pel mig del riu, passant el marge esquerre al comtat d'Osona-Manresa i el dret restava al comtat de Berga. Per tant, el castell tenia el seu terme dividit en dos comtats. El domini eminent del castell era en mans dels comtes de Barcelona per la part del comtat d'Osona i als comtes de Cerdanya la part de Berga. Aquesta dualitat de dominis es refongué a principi del segle xii, quan el patrimoni dels comtes de Cerdanya s'incorporà al dels comtes de Barcelona.
El domini feudal del castell de Merlès anava unit sempre al de Lluçà i formava part de la baronia de Lluçà. La família de vicaris comtals del castell de Merlès es cognomenà Lluçà, mentre que la família Merlès fou la castlana.
L'any 1256, Elisenda de Lluçà es casà amb Bernat de Portella, d'aquesta manera el domini del castell passà a mans de la nissaga dels Portella o Saportella. Després d'un segle, els béns de la família passaren a Pere de Fenollet, vescomte d'Illa en un moment anterior a 1350. La baronia, al llarg del temps va passar per diverses famílies fins que, l'any 1611, la família Agulló la va vendre al rei i es va incorporar definitivament a la corona.